# Je ne suis pas un héros (film)
Pour les articles homonymes, voir Je ne suis pas un héros.
 (septembre 2023).
Si vous disposez d'ouvrages ou d'articles de référence ou si vous connaissez des sites web de qualité traitant du thème abordé ici, merci de compléter l'article en donnant les références utiles à sa vérifiabilité et en les liant à la section « Notes et références ».
Pour plus de détails, voir Fiche technique et Distribution.
Je ne suis pas un héros est un film français réalisé par Rudy Milstein.

## Synopsis
Louis est avocat dans un grand cabinet. Tout le monde le trouve « gentil », ce qui suscite plutôt du mépris chez ses collègues. Cependant, sa vie change de tout au tout le jour où son médecin lui annonce qu'il a un cancer : ses parents se réconcilient, ses collègues deviennent prévenants avec lui… sauf que le diagnostic était erroné : il est en parfaite santé. Il hésite alors à dire la vérité à tout le monde, de peur que les choses ne redeviennent comme avant.

## Fiche technique
Sauf indication contraire, les informations mentionnées dans cette section peuvent être confirmées par la base de données cinématographiques Allociné,  présente dans la section « Liens externes ».
- Titre original : Je ne suis pas un héros
- Réalisation : Rudy Milstein
- Scénario : Rudy Milstein et Théo Courtial
- Musique : Dov Milstein
- Costumes : Clara Bailly
- Son : Mariette Mathieu-Goudier
- Photographie : Thomas Rames
- Décors : Danae Delbos
- Montage : Cyril Besnard
- Production : Caroline Adrian et Romain Rousseau
- Société de production : Nolita Cinéma, Delante Productions
- Sociétés de distribution : Paname Distribution
- Budget : 2,1 millions d'euros
- Pays de production :  France
- Langue originale : français
- Format : couleur
- Genre : comédie dramatique
- Durée : 101 minutes
- Date de sortie :
  - France : 12 octobre 2023 (Festival Jean-Carmet)[1] ; 22 novembre 2023 (sortie nationale)

## Distribution
- Vincent Dedienne : Louis Ifergan
- Géraldine Nakache : Hélène Smill, la présidente de l'association des malades
- Clémence Poésy : Elsa
- Isabelle Nanty : Françoise Ifergan, la mère de Louis
- Sam Karmann : Thierry Ifergan, le père de Louis
- Rabah Nait Oufella : Julien El-Kabetz
- Johann Dionnet : Bastien, le collègue
- Anna Cervinka : Corinne, la collègue
- Rudy Milstein : Bruno, le voisin
- Sébastien Castro : l'avocat des malades
- Marie-Sohna Condé : la juge
- Erwan Terene : l'agent immobilier
- Guilhem Pellegrin : le médecin
- Fabienne Galula : la pharmacienne
- Arthur Fenwick : Robin
- Emmanuel Patron : un client du cabinet
- Andrée Damant : Mireille
- Lucie Benhamou : la journaliste
- Olivier Pajot : l'homme à l'enterrement
- Yann Papin : le chauffeur Uber (voix)

## Distinctions
- Festival Jean-Carmet 2023 : prix du public du meilleur second rôle féminin pour Géraldine Nakache[2]